# ماركوس لي هانسن
ماركوس لي هانسن (بالإنجليزية: Marcus Lee Hansen)‏ هو مؤرخ أمريكي، ولد في 8 ديسمبر 1892 في نيناه في الولايات المتحدة، وتوفي في 11 مايو 1938 في ريدلاندس في الولايات المتحدة بسبب التهاب الكلى.